# Vapor Gran del Cotó
El Vapor Gran del Cotó fou un vapor tèxtil de Sabadell fundat l'any 1854. Va ser la fàbrica més gran de Sabadell, ja que l'any 1874 tenia 303 treballadors, amb tres motors de vapor d'una força de 103 cavalls. Es trobava on actualment hi ha l'escola de primària Miquel Martí i Pol.